# Diversificazione (finanza)
In economia finanziaria, la diversificazione di un portafoglio di titoli consiste in una riduzione della rischiosità del suo rendimento, legata alla presenza di più attività finanziarie, i cui rendimenti non sono perfettamente correlati, all'interno del portafoglio stesso. In pratica, dato che i rendimenti di investimenti diversi non sono quasi mai correlati, si opera sul portafoglio, aggiungendovi una vasta gamma di titoli con scadenza diversa che consentono di frazionare il rischio complessivo dell'operazione. Questo consente agli intermediari di prevedere con maggiore precisione l'esito dell'investimento, quindi valutarne rischio e rendimento, così da mantenere le promesse fatte ai fornitori di fondi.

## Vantaggi
Nella pratica, i benefici della diversificazione in termini di riduzione del rischio di portafoglio giustificano l'esistenza di istituzioni quali i fondi comuni di investimento e di strumenti finanziari come gli exchange-traded funds (ETF). Entrambi consentono infatti ad un investitore di acquisire direttamente un portafoglio altamente diversificato, senza incorrere negli elevati costi di transazione e di raccolta di informazioni che comporterebbe investire in una serie di attività finanziarie individuali.

## Illustrazione
Si consideri un portafoglio che comprende due titoli rischiosi, {\displaystyle A} e {\displaystyle B}, aventi rendimento atteso rispettivamente {\displaystyle {\bar {R}}_{A}} e {\displaystyle {\bar {R}}_{B}}; siano {\displaystyle \sigma _{A}^{2}}, {\displaystyle \sigma _{B}^{2}} le varianze dei rendimenti dei due titoli, e {\displaystyle \rho } la loro correlazione.
Il rendimento atteso del portafoglio sarà, per linearità del valore atteso:
{\displaystyle {\bar {R}}_{P}=\omega {\bar {R}}_{A}+(1-\omega ){\bar {R}}_{B}}
dove {\displaystyle \omega } denota la frazione del valore del portafoglio investita nel titolo {\displaystyle A}.
La varianza del rendimento di un portafoglio ne misura la dispersione intorno al suo valore atteso, e dunque, intuitivamente, la rischiosità. La varianza del rendimento del portafoglio, in questo esempio, sarà:
{\displaystyle \sigma _{P}^{2}=\omega ^{2}\sigma _{A}^{2}+(1-\omega )^{2}\sigma _{B}^{2}+2\rho \omega (1-\omega )\sigma _{A}\sigma _{B}}
Chiaramente, per qualunque valore di {\displaystyle \rho <0} la varianza del rendimento del portafoglio risulta inferiore alla media ponderata delle varianze dei rendimenti dei singoli titoli; si osservi ad ogni modo che i benefici in termini di riduzione della varianza del portafoglio (rispetto alla somma delle varianze dei titoli in esso compresi) si manifestano in generale per qualunque valore di {\displaystyle \rho } inferiore a 1. In casi particolari, è inoltre possibile ottenere una varianza inferiore a quella di ciascuno dei titoli facenti parte del portafoglio.
Ad esempio, si ipotizzi {\displaystyle \sigma _{A}=1}, {\displaystyle \sigma _{B}=1/2}, {\displaystyle \omega =1/2} e {\displaystyle \rho =-1}; ne segue che {\displaystyle \sigma _{A}^{2}=1}, {\displaystyle \sigma _{B}^{2}=1/4}, e:
{\displaystyle \sigma _{P}^{2}={\frac {1}{4}}\times 1+{\frac {1}{4}}\times {\frac {1}{4}}-2\times {\frac {1}{2}}\times {\frac {1}{2}}\times 1\times {\frac {1}{2}}={\frac {1}{16}}},
così che la varianza del rendimento complessivo del portafoglio è inferiore a {\displaystyle \sigma _{B}^{2}=1/4}.